# 平畑光一
平畑 光一(ひらはた こういち、1978年（昭和53年）生まれ - )は、日本の医師。消化器内科医。呼吸器内科医。山形大学医学部卒業。東京都渋谷区にある医療法人社団創友会「ヒラハタクリニック」（診療科は、内科・消化器内科）の院長（理事長を兼任）。

## 略歴
1978年（昭和53年）生まれ。
2002年（平成14年）に山形大学医学部を卒業し、医師免許を取得する。
国立病院機構東京病院の呼吸器内科の研修医を経て、東邦大学医療センター大橋病院の消化器内科で医師として勤務していた。消化器内科では、大腸カメラ挿入時の疼痛や胃酸逆流に伴う症状などについて研究していた。胃腸疾患のほか、膵炎など、消化器全般の診療にも携わっていた。
2008年（平成20年）7月に東京都渋谷区に医療法人社団創友会「ヒラハタクリニック」（内科、消化器内科）を開業して院長（理事長を兼任）に平畑光一（医師）が就任した。
2013年（平成25年）に医療向けIT企業である「株式会社 メイドインクリニック」（主な事業内容は、医療用ソフトウェア開発、データベース開発）を設立する。
代表取締役に平畑光一（医師）が就任した。
2020年（令和2年）3月に東京都渋谷区にある「ヒラハタクリニック」で「新型コロナ後遺症外来」を開設した。

## 新型コロナウイルス感染症の後遺症外来
2020年（令和2年）に新型コロナウイルス感染症が蔓延して以降より、日本では診察を実施している医療機関が少ない状況で、東京都渋谷区の「ヒラハタクリニック」（内科・消火器内科）が2020年（令和2年）3月から「新型コロナウイルス感染症の後遺症外来」を開始してから平畑光一（医師）がテレビの報道番組やワイドショーなどに出演して新型コロナウイルス感染症の関連情報について医者の立場からコメントした。

## 所属学会
- 日本消化器内視鏡学会専門医
- 日本医師会認定産業医
- 日本内科学会認定医

## 著書
- 『新型コロナ後遺症 完全対策マニュアル』平畑光一（著）、宝島社、2021年(令和3年）5月出版。[3]

## 主なメディア出演
- 『Mr.サンデー』、フジテレビ系列、2020年12月27日放送。 - 新型コロナ関連情報でコメント出演。
- 『バイキングMORE』、フジテレビ系列、2021年1月26日放送。 - 新型コロナ関連情報でコメント出演。
- 『情報ライブ ミヤネ屋』、日本テレビ系列、2021年7月12日放送。 - 新型コロナ関連情報でコメント出演。
- 『スーパーJチャンネル』、テレビ朝日系列、2021年8月10日放送。 - 新型コロナ関連情報でコメント出演。
- 『ゴゴスマ -GO GO!Smile!-』、TBSテレビ系列、2021年10月19日放送。 - 新型コロナ関連情報でコメント出演。
- 『中居正広のニュースな会』、テレビ朝日系列、2021年11月6日放送。 - 新型コロナ関連情報でコメント出演。

## 備考
- 父親も医師だった影響で医師になった。血のつながらない祖父は俳人・精神科医の平畑静塔[4]。
- 所持している国家資格は、応用情報技術者試験（旧・第一種情報処理技術者試験）。LPIC レベル1。
- 趣味は、音楽を聴くことで好きなバンドは、BUMP OF CHICKEN。